# Mount Angel
Mount Angel es una ciudad ubicada en el condado de Marion en el estado estadounidense de Oregón. En el año 2000 tenía una población de 3,121 habitantes y una densidad poblacional de 1,255.2 personas por km².

## Geografía
Mount Angel se encuentra ubicada en las coordenadas 44°4′8″N 122°47′49″O / 44.06889, -122.79694.

## Demografía
Según la Oficina del Censo en 2000 los ingresos medios por hogar en la localidad eran de $36,293 y los ingresos medios por familia eran $45,650. Los hombres tenían unos ingresos medios de $33,523 frente a los $21,442 para las mujeres. La renta per cápita para la localidad era de $15,535. Alrededor del 16.3% de la población estaban por debajo del umbral de pobreza.